# Шишеджам
Шишеджам (на турски: Şişecam) е турска компания за производство и преработка на стъкло. Създадена е на 4 юли 1935 г. в квартал Пашабахче в Истанбул, за да отговори на нуждите на Турция от стъкло. Със създаването на фабриката името Пашабахче става известено в производството на стъкло.
Шишеджам притежава заводи в 14 страни и изнася продукция за около 150 държави. Компанията развива дейност в сферата на плоското стъкло, домакинското стъкло, стъкления амбалаж и химическата промишленост. Разполага с общо 43 завода – 16 в Турция и 27 извън страната, с над 24 000 служители. Почти половината от продажбите ѝ са предназначени за износ.

## История
През 1934 г. Ататюрк получава решение на Министерски съвет да възложи на Ишбанк създаването на стъкларска индустрия в Турция. Основите на първия завод за производство на стъкло в Турция са положени от министър-председателя Исмет Иньоню и министъра на икономиката Джелал Баяр в Бейкоз, Пашабахче, на 4 юли 1935 г.
Официално е регистриран като „Türkiye Şişe ve Cam Fabrikaları Anonim Sosyetesi“. Започва производство с 400 души персонал, с капацитет от 25 000 бутилки на ден. През 1936 г. заводът успява да задоволи цялото търсене на бутилки и стъклени изделия в Турция, с производство от 3000 тона.
През 1946 г. заводът за стъкло „Пашабахче“ придобива шест едноръчни машини за бутилки от белгийския „Ханрез“. През 1948 г. са внесени две машини за производство на бутилки с марка „Шкода“ от Чехословакия за използване в стъкларския завод.

### 1950-те
През 1954 г. 4 автоматични производствени машини IS (5000 тона/година) са доставени в стъкларския завод по плана „Маршал“.
През 1955 г. започва механичното производство в стъкларския завод „Пашабахче“. През 1957 г. се основава „Paşabahçe Tic. Ltd. Şti“, заедно с два магазина за търговия на дребно в Истанбул и един в Анкара, отворени с цел извършване на продажби на дребно на продукти „Пашабахче“, стабилизиране на цените на дребно в страната и разпространение на стъкларските изделия. През същата година „Пашабахче“ участва за първи път на международния панаир в Измир.
През 1958 г. влиза в експлоатация първата машина H28. През същата година се осъществява първият износ на бутилки за Кипър. През 1959 г. се полагат основите на стъкларския завод в Чайърова, вилает Коджаели.

### 1960-те
През 1960 г. е създадено е предприятие „Marmara Limestone and Dolomite“. „Пашабахче“ реализира първия си износ за Съединените американски щати. През 1961 г. стъкларският завод „Чайърова“ е упълномощен и започва да произвежда стъкла за прозорци, използвайки системата „Форкулт“ с производство на плоско стъкло – 19 000 тона на година.
През 1963 г. се използва за първи път механичната преса. През 1966 г. се създава заводът „TACAM“ (турско-германска стъкларска индустрия), в сътрудничество с Германия (Шот) с цел производство на неутрални стъклени тръби и лабораторни апарати. През същата година започва производството на автомобилно стъкло в завода за обработено стъкло в Чайърова, вилает Коджаели. През 1967 г. е поставена втората пещ за плоско стъкло, използваща системата „Форкулт“, която е поръчана за стъкларския завод в Чайърова. Заводът започва производството на „Duracam“. През същата година са поставени основите на стъкларския завод в Топкапъ.
През 1968 г. „Teknik Cam Sanayii AŞ“ започва да произвежда топлоустойчиво стъкло за съдове и лабораторни апарати. Стъкларският завод „Чайърова“ започва да произвежда автомобилни стъкла. „TACAM“ е придобит и преименуван на „TACAM – TEKNİK CAM“.
През 1969 г. в Мерсин се създава „Anadolu Cam Sanayii AŞ“. Създадена е „Soda Sanayii AŞ“. Заводът за стъкло „Топкатъ“ започва да произвежда бутилки и буркани. Производството на бутилки в стъкларския завод „Пашабахче“ е прехвърлено към завода в Топкапъ. Заводът „Пашабахче“ започва да произвежда кристална продукция.

### 1970-те
През 1970 г. „Camiş Makina ve Kalıp Sanayii AŞ“ започва да произвежда калъпи, използвани при производството на стъклени опаковки и стъклария, както и за производството на различни машини и резервни части. През 1971 г. се създава „Cam Elyaf Sanayii AŞ“, с цел производство на стъклена тъкан, битумни листове и подсилени със стъклени влакна материали. Заводът за стъкло в Чайърова започва да произвежда матирано стъкло и плоско стъкло, използвайки системата „Питсбъро“. През същата година са избрани изделия и са изпратени на Международното изложение за ръчно изработено стъкло в Лисабон.
През 1972 г. е направен пробив на мострените панаири, най-важният промоционален канал за времето, и са построени специални павилиони за Пашабахче на 8 вътрешни панаира. Стартира списанието „Текник Бюлетин“, първото и единствено турско научно издание за стъкларския занаят. През 1973 г. „Cam Elyaf Sanayii A.Ş“ придобива дялове от японската фирма „NGF“. Основата на първата 4-тонна пещ е поставена за производство на материали, подсилени със стъклени влакна. „Teknik Cam“ произвежда първите си стъклени пръти. „Anadolu Cam Sanayii AŞ“ започва да произвежда плоско стъкло и бутилки.
През 1973 г. се създава холдинг Шишеджам. Производствените операции са отделени от маркетинга и продажбите. Производителите стават регистрирани компании. Дейностите по маркетинг и търговия на едро, проведени в Шишеджам се организират от „Paşabahçe Ticaret Ltd. Şti.“.
През 1974 г. първите подложки от стъклени влакна, произведени от „Cam Elyaf Sanayii AŞ“, са използвани при производството на автомобили с марка „Анадол“. Основан е заводът за производство на закалено стъкло и огледала „Cam İşleme Tesisi“. Първото закалено боросиликатно стъкло е произведено в „Teknik Cam“. Първите продукти от преса за закаляване са произведени в „Пашабахче“.
През 1975 г. „Anadolu Cam Sanayii AŞ“ става част от холдинга Шишеджам. „Soda Sanayii AŞ“ започва производството на сода, основна съставка в производството на стъкло. „Rastaş Reform Ambalaj Sanayii AŞ“, произвеждащ всички видове капачки и капаци за стъклени опаковки става част от холдинга Шишеджам. Пусната е в експлоатация първата пещ на „Cam Elyaf Sanayii AŞ“. През 1975 г. са произведени първите стъклени влакна от Е стъкло.
През 1976 г. се създава изследователски център за извършване на корпоративна научноизследователска и развойна дейност. В експлоатация е пусната първата двойна машина за пресоване, в „Пашабахче“. „Cam Elyaf Sanayii AŞ“ започва производството на стъклен ровинг. Операциите по маркетинг и продажби са разделени функционално. „Cam Pazarlama AŞ“ се създава като отделна търговска компания, фокусирана върху строителната, хранителната и автомобилната индустрия. „Paşabahçe Ltd.“ се специализира в маркетинга и продажбите на стъклени изделия. „Ferro Döküm Sanayii ve Ticaret AŞ“, произвеждащ чугунени отливки за автомобилната промишленост и машиностроенето става част от холдинга Шишеджам. Открива се представителство на „Пашабахче“ в Ню Йорк и първо участие на Чикагския панаир.
През 1977 г. е подписано лицензионно споразумение с „Pilkington“, за производство на плоско стъкло. Създава се ателие за ръчно изрязване на изделия от кристал на „Paşabahçe Cam“ в село Огюмдже.
През 1978 г. се създава „Çayırova İnce Öğütme“, завод за производство на суровини от стъклени влакна. Подписано е споразумение за техническо сътрудничество между „Пашабахче“ и „Crown Corning“, Австралия. Основава се „Trakya Öğütme“, с цел да задоволи нуждата от доломит и варовик на стъкларските заводи. Създава се заводът за стъкло „Тракия“, с цел производство на неоцветно плоско стъкло съгласно лиценза на „Pilkington“. Към холдинга Шишеджам се присъединени „Bursa Otocam“ (занимаваща се с производство на автомобилни стъкла) и „İstanbul Porselen San. A.Ş.“ (производител на домакински изделия от порцелан). „İstanbul Porselen“ става част от холдинга, а „Paşabahçe Tic. Ltd.“ започва да се занимава с маркетинг и продажби на порцеланови домакински съдове.
През 1979 г. е създаден заводът за хромови химикали „Kromsan“. Основан е заводът за стъкло за телевизори „Telecam“. „Cam Elyaf“ започва износ на продукция.

### 1980-те
През 1980 г. в Синоп се основава „Sinop Cam Sanayii AŞ“, с цел производство на ръчно изработено стъкло и кристално стъкло. Създават се заводите „Safaalan“ и „Nakliye Grubu“, за производство на пясък за стъклени опаковки и транспорт на суровини. Първото „Стъклено мънисто“ се произвежда от „Teknik Cam“. През 6 – 11 юли 1980 г. Шишеджам участва за първи път в международните конгреси на ICG с два доклада на конгреса в щата Ню Мексико, САЩ.
През 1981 г. започва работа „Sinop Cam Sanayii AŞ“. „Cam Elyaf Sanayii AŞ“ започва да произвежда полиестерна смола под лиценза „SAVID SpA“. „Trakya Cam Sanayi AŞ“ започва работа като акционерно дружество на завод „Тракия“, завод „Мерсин“ и завод „Тракия Отоджам“. „Trakya Cam Sanayii AŞ“ отваря завод в Люлебургас – първият, който използва модерна флоатна технология в производството на плоско стъкло в Източна Европа, Балканите, Близкия изток и Северна Африка. Изследователският център на Шишеджам става член на ICG (Международна комисия по стъкло) и мести седалището си в Топкапъ.
През 1982 г. дейностите от веригата в „Paşabahçe Tic. Ltd. Şti“ относно търговията на едро и дребно със стъклени изделия са прехвърлени на новосъздадената „Paşabahçe Perakende Satışlar Ltd. Şti.“. „Cam Elyaf Sanayii AŞ“ сключва договор за продажба със „Symalit AG“ от Швейцария за производството на GMT. Първото стъкло за фарове е произведено в „Teknik Cam“. Първата машина за стъклени мъниста е пусната в експлоатация в „Пашабахче“. През 1983 г. „Cam Elyaf Sanayii AŞ“ обявява, че ще се съсредоточи върху износа.
През 1984 г. започва производството в завод „Пашабахче Къркларели“ (Лозенград), на който е възложено да произвежда стъклария с помощта на автоматизирани машини и содово стъкло. Заводът „Kromsan Krom Bileşikleri“ започва да произвежда продукти, използвани в кожената, дървената, хартиената и химическата промишленост. „Camiş Madencilik“ стартира производство на пясък за плоско стъкло в „Yalıköy New Dune Sand Facility“. „Caminter Şişecam Internationale Handelsgesellschaft GmbH“ е основана, за да функционира като посредник в международните дейности на Шишеджам. „Cam Pazarlama AŞ“ получава статут на „Дружество за външнотърговски капитал“.
През 1985 г. е организиран е първият „Симпозиум по проблемите на стъклото“. Основава се заводът „Cam Kırığı“, за целите на събиране на отпадъчно стъкло. Създава се „Derya Dış Ticaret AŞ“, за да отговори на транспортните нужди на холдинг Шишеджам. „Camiş Menkul Değerler AŞ“ е основана за участие в капиталовите пазари.
През 1986 г. заводът „Kromsan Krom Bileşikleri“ се слива със „Soda Sanayii AŞ“. в „Пашабахче“ е пусната в експлоатация първата непрекъсната електрическа пещ за производство на кристали. Линията за топлоустойчиви стъклени съдове „Borcam“ е поръчана в „Teknik Cam“ със съдействието на NEG Япония. Започва използването на геотермални тръби в GRP топлоизолация. В „Cam Elyaf San A.Ş“ започва производството на изрязано стъклено влакно за термопластична смола.
През 1987 г. процесът NNPB се използва за първи път в „Anadolu Cam Sanayii“. Техниката за стационарно издухване на стъкло се използва за първи път в „Kırklareli Cam“. В „Cam Elyaf“ се пуска в експлоатация втора пещ. Започва производството на SMC листове. Кариерата „Фъндъкдере“ започва да произвежда пясък за стъклени изделия. „Camiş Ambalaj Sanayii AŞ“ започва да произвежда висококачествени офсетни и флексопечатни потребителски опаковки от хартия и картон, изложбени щандове и транспортни опаковки.
През 1988 г. първата машина H28 произведена в Турция от завода „Camiş Makina Kalıp“, е пусната в експлоатация в „Пашабахче“. Операциите за опаковане на продукти в стъкларската фабрика в Лозенград (Къркларели) се автоматизират за първи път с роботи за опаковане на чаши. „Camiş Madencilik AŞ“ се основава като корпоративно решение, обединяващо минни операции, отговарящи на суровинните изисквания на производствените заводи на Шишеджам. Заводът в град Мерсин е първият, който използва технологията за производство на NNPB (лека бутилка), представляваща важен етап в технологията за производство на стъклени опаковки. Основава се „International Glass Ltd“ за пазарите в Далечния Изток. Основан е заводът „Kırklareli Cam Ev Eşyası Kumu Hazırlama“. Заводът „Romsan Krom Bileşikleri“ започва производството на неорганичен основен хромов сулфат. На пазара се въвежда на модулна система „Mobo“ на „Cam Elyaf San A.Ş.“.
През 1989 г. започва производството на изолационни стъкла, огледала и закалено стъкло. „Camiş Sigorta Hizmetleri AŞ“ е основана, за да предоставя услуги в застрахователния сектор. Подписано е второ споразумение за техническо сътрудничество на бизнеса със стъкларски изделия с „Ishuzuka Glass“ Япония. Използван е първият робот в производството на стъклария. Отварят се съоръжения за крайни продукти в „Cam Elyaf“, който започва да произвежда линиите „Selene/Stadio“ (маси и столове).

## Свързани фирми и сфери на дейност

### Плоско стъкло
По производство на архитектурно стъкло (плоско стъкло, матирано стъкло, огледало, ламинирано стъкло, стъкло с покритие, стъкло за слънчева енергия и стъкло за бяла техника) и автомобилно стъкло (автостъкло и капсуловано стъкло), Шишеджам се нарежда на 5-то място в света и на 1-во в Европа.
Продължавайки дейността си в областта на плоското стъкло с 10 производствени съоръжения в 6 различни държави, Шишеджам осигурява продукция за секторите на строителството, мебелите, енергетиката и бялата техника с разширяващата се продуктова гама.
Заводи за плоско стъкло в Турция има в градовете – Лозенград, Мерсин, Бурса и Анкара.
Дъщерни дружества на Шишеджам за плоско стъкло извън Турция:
- „Тракия глас България“ ЕАД – Търговище, България
- „Шишеджам Аутомотив България“ ЕАД – Търговище, България
- „Шишеджам Флат глас Италия“ – Сан Джорджо ди Ногаро, Италия
- „Шишеджам Флат глас Южна Италия“ – Монте Сант'Анджело, Италия
- „Тракия глас Рус“ – Елабуга, Татарстан, Русия
- „Аутомотив Глас Алианс Рус“ – Елабуга, Татарстан, Русия
- „Шишеджам Флат глас Индия“ – Чандрапура, щата Гуджарат, Индия
- „Сейнт Гобейн глас Египет“ – Ново Кайро, Египет
- „Ричард Фриц холдинг“ – Аурах, Бавария (Германия); Словакия; Унгария
- „Гласкорп“ – Бузъу, Румъния

## Шишеджам в България
През април 2003 г. холдинга „Шишеджам“ връчва официално „Писмо за намерение“ към правителството на Симеон Сакскобурготски за изграждането на завода на българска територия, като първоначално компанията възнамерява да построи завода си в Русе, но след направен анализ е решено той да бъде в Търговище. Градът е сред общините, в чиито граници инвеститорите могат да ползват пълно преотстъпване на корпоративния данък за срок от 5 години, поради високата безработицата в региона, която тогава е 28,77%, и е една от най-високите в страната. Правителството решава да предостави имот – частна държавна собственост, с площ 840,495 декара в квартал Въбел на „Тракия глас България“ ЕАД. В началото на януари 2004 г. е организирана среща с холдинга Шишеджам, при която е сключено споразумение за строеж на завод за стъкло в Търговище.
През юли 2005 г. е отворен първият завод на Шишеджам в Търговище, който е за домакинско стъкло с марката „Пашабахче“. През март 2006 г. дъщерното дружество „Тракия Глас България“ ЕАД отворя втори завод в Търговище, за производство на плоско стъкло. През февруари 2011 г. е открит завод за производство на автомобилни стъкла, като при откриването му постъпват на работа 130 души. През 2015 година производството на домакинско стъкло е обособено в отделно дружество „Пашебахче България“.

### Условия на труд
През 2006 г. „Шишеджам“ е предприятието с най-много трудови злополуки, включително изгаряния.
На 15 май 2006 г. работниците в заводите на „Шишеджам“ в Търговище обявяват ефективна стачка с искане за повишаване на заплатите, които били около 300 лева (при 160 лв минимална работна заплата). Близо 100 души участват в протестните действия. Стачниците твърдят, че в цеховете е шумно и запрашено, а нощният труд е нископлатен – само по 0,07 стотинки на час. Според тях 90% от турските работници в завода са с туристически визи, работят незаконно и взимат 3 пъти по-високи заплати. След преговори между ръководството и синдикатите стачката е прекратена, като работниците получават повишение на основната си заплата с около 10%.
През май 2007 г. холдинга „Шишеджам“ заплашва да спре инвестициите си в България, ако трудовото законодателство не регламентира по-добре правото на стачни действия.
На 18 май 2007 г. синдикатът КТ „Подкрепа“ обявява, че от 19 май работници и служители от завода започват ефективни стачни действия. Те са следствие на отказа на мениджърския екип на компанията да преговаря относно исканията на служителите за по-високи заплати и по-добри условия на труд. Исĸанията на профсъюза ca две: увеличение на допълнителните възнаграждения за полагане на нощен и извънреден труд в съответствие с изменението на нормативната уредба в България, и увеличение на работните заплати на основание на повишената минимална работна заплата от 1 януари 2007 г. и нивото на инфлация. По този повод от Конфедерацията на работодателите и индустриалците в България смятат, че с тези действия работниците извиват ръцете на бизнеса и проявяват несъгласие с искането на работниците за 100% увеличение на заплатите им.
На 19 май 2007 г. започват стачните действия. Йордан Йорданов, който е бивш ръководител на участък „Обща поддръжка домашно стъкло“ в дружеството заявява, че от започването на стачката продукцията от Турция вече идва с български опаковки и се слагат само печати, че е произведено в България. От думите му става ясно, че завода работи с химикали, забранени от 50 години в ЕС, особено Ц-53, който е „коктейл от газове, близки до военните бинарни газове“. Той не пожелава да съобщи и за други видове химикали, с които се обработват финално стъклени чаши, защото са били обект на фирмена тайна. Той посочва, че работничките често повръщат по време на работа, а сред тях работели и бременни жени.

### Замърсяване на въздуха
През 2012 г. стъкларският завод в Търговище (част от турския холдинг „Шишеджам“) е глобен от РИОСВ – Шумен с 24 хил. лв., заради замърсяване на въздуха с вредни вещества над нормата.